# Араму
Араму, Араме — первый известный царь Урарту, правивший около 860—844 гг. до н. э. Жизнеописание Араму, являвшегося современником царя Ассирии Салманасара III, который совершал военные походы против Урарту, известно благодаря сохранившимся ассирийским надписям. Память об Араму могла сохраниться в средневековой армянской исторической традиции, в которой он предстаёт в виде патриарха и великого правителя Арама, воевавшего с Ассирией и Мидией.

## Происхождение имени
По мнению А. Е. Петросяна, имя может иметь протоармянское происхождение, восходя к пра-и.е. *rēmo- «чёрный» наряду с именами таких мифологических персонажей как Ромул и Рама.

## Противостояние с Ассирией
Араму был современником и одним из военных противников ассирийского царя Салманасара III (правил ок. 859—824 гг. до н. э.), который неоднократно упоминал Араму в своих летописях в связи с предпринимавшимися против урартов победными экспедициями. О времени правления Араму, как и о более ранних периодах истории урартов, известно исключительно из дошедших до нас ассирийских источников. Возможно, именно Араму в 1-й половине IX века до н. э. объединил урартские племена для противостояния постоянной ассирийской угрозе, создав тем самым препятствие на пути ассирийской экспансии в Закавказье.
Первые годы своего правления Салманасар III вынужден был посвятить упрочению своего влияния в северных областях Ассирийской империи. В первый же год Салманасар предпринял успешный поход в земли, прилегавшие к озеру Ван, населённые племенами Наири и Урарту. Ключевыми событиями похода стали победа над царём наири по имени Какиа, разграбление Хубушкии и взятие города-крепости Сугунии, принадлежавшей царю урартов Араму. Ассирийские войска уничтожили Сугунию и беспрепятственно вышли к озеру Ван. Войска Араму отступили в горы. В своей надписи Салманасар III так описывает своё вторжение в границы Урарту:

Я вышел из Хубушкии и подошел к Сугунии, укреплённому городу Араму урартского, осадил и захватил город, перебил его многочисленных воинов, сложил башню из голов напротив города и сжёг в огне 14 его окрестных поселений. Я вышел из Сугунии, спустился к морю страны Наири, омыл в море своё оружие, принёс жертвы моим богам. В это время я сделал свое собственное изображение и записал на нём хвалу Ашшуру, великому владыке, моему владыке, а также и победы моего могущества, и поставил над морем.

Летом третьего года своего правления, в 857 году до н.э., Салманасар III, возвращаясь из похода на Сирию, на этот раз вторгся вглубь страны Урарту. Теперь ключевым местом сражения стала столица Араму — город Арзашкун, который был взят войсками Салманасара III, разграблен и сожжён. Местоположение Арзашкуна до сих пор не установлено.
Сам Салманасар так описывал эти события:

Арзашкун, царский город Араму урартского, я захватил, разрушил, снёс и сжёг в огне. Пока я находился в Арзашкуне, Араму урартский понадеялся на мощь своего войска, действительно поднял всё своё войско и пошёл мне навстречу, чтобы дать бой и битву. Я нанёс ему поражение, побил (?) его всадников, сразил оружием 3000 его бойцов, широкую степь наполнил кровью его воинов. Его боевое снаряжение, царские сокровища, всадников я отнял у него, он же, ради своего спасения, поднялся на крутые горы. Обширную страну кутиев я разорил, подобно богу Ирре. От Арзашкуна до страны Гильзан, от страны Гильзан до страны Хубушкиа подобно Ададу я разразился над ними бурей. Горечь моего владычества я дал изведать Урарту.

В надписи на монолите из Тушхана (Карха) Салманасара III содержится более пространное описание похода на Урарту:

Вышел из Даяени, к Арзашку, царскому городу Араму Урарта я приблизился. Урарт Араму испугался горечи моего сильного оружия и сильной битвы и оставил свой город. В горы Аддури он поднялся; за ним поднялся и я, сильную битву устроил я в горах, 3400 воинов поверг я своим оружием, как Адад, тучу над ними пролил я дождём, их кровью окрасил я [гору] как шерсть, его лагерь я захватил, его колесницы, всадников, коней, мулов, лошаков, имущество и богатую добычу привёл я с гор. Араму, свою жизнь спасая, убежал на недоступную гору. В моей могучей силе, как тур, раздавил я его страну, поселения превратил в развалины и сжёг огнём. Город Арзашку и поселения его округи захватил, разрушил и сжёг огнём. Кучи из голов устроил я напротив городских ворот. Одних [из людей] живыми свалил я в кучи, а других вокруг куч посадил на кол… Я спустился к морю страны Наири, грозное оружие Ашшура омыл я в море, принёс жертвы, сделал изображение моего величества и записал на нём хвалу Ашуру, великому владыке, моему господину, пути моей отваги и славные дела…

Судя по всему, Салманасар III придавал большое значение взятию Арзашкуна, однако в ассирийских надписях ничего не говорится о завоевании Салманасаром страны Урарту. Армия Урарту, однако, не могла противостоять ассирийцам в открытом сражении и предпочитала вести партизанскую войну в горах, вынужденно оставляя плодородные низменности Армянского нагорья на разграбление ассирийцам. В текстах Салманасара Арзашкун обозначен идеограммой «царский город», что, по мнению Б. Б. Пиотровского, вовсе не означает, что Арзашкун был столицей или, по крайней мере, единственной столицей урартского царя Араму — царских городов в Урарту уже тогда могло быть несколько (одним из них мог быть город Тушпа).
Ещё через 12 лет, на пятнадцатом году своего правления, в 845 году, Салманасар III предпринял новый военный поход против царя Урарту Араму и, если верить его надписи на шеду в его дворце, разграбил и сжёг все поселения Урарту от истока Тигра до истока Евфрата. Систематическое противостояние с Ассирией способствовало развитию урартской армии, которое, вероятно, началось во времена правления Араму. Судя по рисункам на барельефах, урартская армия постепенно перестраивалась от «хеттского» образца к ассирийскому.
Как видно из ассирийских источников, Араму оставался царём Урарту и на пятнадцатом году правления Салманасара III, то есть около 845—844 годов до н. э. Следующая надпись о походе Салманасара III против Урарту относится к 27-му году его правления (ок. 832 года до н. э.), и в этот раз царём Урарту назван уже Сардури.

## Память в армянской традиции
Армянская историческая традиция, начиная от историков раннего средневековья Мовсеса Хоренаци (V век н.э.) и Себеоса (VII век), в числе армянских патриархов (прародителей) упоминает и Арама, потомка легендарного вождя и первопредка армян Хайка. Образ исторического царя Урарту лёг в основу Арама армянской традиции, который так же воевал с Ассирией.
Согласно «Истории Армении» Мовсеса  Хоренаци, первым признанным царем Армении является айказуни Арам, где сказано: «Нинос (Ашшур-Насирапал) приказывает Араму без сомнений осуществлять свою власть, дает право носить жемчужный мужской ободок для волос и называться вторым (королем) после себя».  
См. (Մ. Խորենացի <<Պատմություն Հայոց>> Եր.-1981թ, էջ 55 /М. Хоренаци "История Армении" Ереван-1981, стр. 55/)